# Bistum Cavaillon

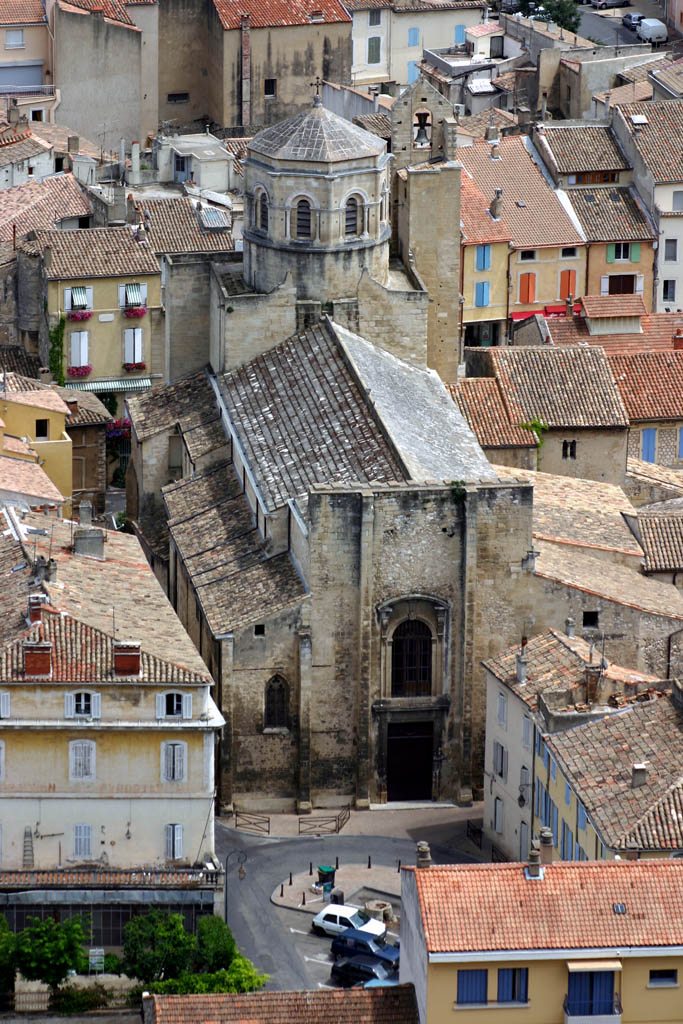
Kathedrale Notre-Dame-et-Saint-Véran zu Cavaillon

Das Bistum Cavaillon (lateinisch Dioecesis Cavallicensis) ist ein ehemaliges römisch-katholisches Bistum in Südfrankreich mit Sitz in der Stadt Cavaillon. Es bestand seit dem 5. Jahrhundert und gehörte seit 1475 der Kirchenprovinz des Erzbistums Avignon an. Mit dem Konkordat von 1801 wurde das Bistum Cavaillon aufgelöst und in das Erzbistum Avignon eingegliedert.
Am 16. Februar 2009 wurde das Bistum Cavaillon als Titularbistum Cavaillon wiedererrichtet.